# Shizuko Yamamura
Shizuko Yamamura es un personaje ficticio de la película Ringu. Ella es la madre de Sadako Yamamura. Es interpretada por Masako.

## Esquema del personaje
Shizuko es una mujer de entre 30 o 40 años que pasaba la mayor parte de su tiempo cuidando su aspecto. Tiene poderes psíquicos capaces de predecir los eventos, como la erupción del volcán de la isla de Oshima. Sus poderes se ven afectados por el nacimiento de Sadako. Después de la demostración de sus poderes a la prensa, Shizuko pasa todo el tiempo peinándose frente al espejo. Su hija Sadako le gasta una broma a su madre moviéndole telequinéticamente el espejo, y consigue una mirada de su madre que aparecerá en el video maldito. Shizuko finálmente se suicida tirándose al cráter del volcán, poco antes de su erupción.

## Antecedentes
Shizuko nació y se crio en la isla de Oshima, cerca de Izu, Japón. Tenía una relación estrecha con su primo, Takashi. Shizuko nació con poderes psíquicos que fueron controlados lo que le permitió el poder de las visiones. En algún momento, Shizuko fue a la playa cerca de su casa en la isla y terminó embarazada, dando a entender que el padre de Sadako era inhumano. Shizuko dio a luz a Sadako en una cueva, pero dejó a la niña en la playa con la esperanza de que fuese adoptada por las olas, pero más tarde Sadako seguía sola ahí, por lo que decidió quedársela. Sadako también poseía poderes psíquicos como Shizuko, llamado Nensha, pero eran diferentes y parecían más destructivos. Shizuko fue a la universidad de Tokio, dónde conoció y se enamoró de Heihachiro Ikuma, que se involucró con su hija y sus poderes. Por propuesta de Takashi, Ikuma llevó a Shizuko a mostrar sus poderes ante una audiencia de periodistas en Tokio. Ese día, Sadako estuvo presente con el objetivo de proteger a su madre. Durante la manifestacón, un periodista se levantó de su asiento y acusó a Shizuko de ser un fraude e instó a los periodistas a increparla. Sadako reaccionó inmediatamente, matando al periodista con un ataque al corazón. Los poderes psíquicos de Shizuko fueron afectados por el evento. Después se dio cuenta de que la responsable del ataque fue Sadako, y huyó del lugar.
Se revela que Sadako se dividió en dos seres cuando mató al periodista. Uno de los gemelos se acercó a Shizuka y movió telequinéticamente el espejo, luego Shizuko la mira psicóticamente. Shizuko predijo la erupción del volcán en la isla de Oshima y se suicidó tirándose al cráter del volcán. El Dr. Ikuma se trasladó con las dos Sadakos a Izu.

## Ringu 0: Bāsudei
Después de la muerte de Shizuko, Ikuma bloquea a la gemela malvada de Sadako en una habitación de su casa con un solo aparato de telivisión y también la drogaba para que no se hiriese físicamente. La Sadako buena creció y se le permitió vivir su propia vida, unirse a una compañía de actuación. Sadako mantuvo una foto enmarcada de su madre. También estaba molesta por su pérdida. El espíritu de Shizuko, o una visión de ella, aparece durante la actuación del grupo. Sadako tiene un ataque psíquico causado por su gemela malvada. Luego Sadako es arrojada al pozo por el Dr. Ikuma.

## Ringu
Treinta años después, la historia de Shizuko es descubierto por Reiko Asakawa y Ryuji Takayama después de ver la cinta maldita de Sadako. La imagen de Shizuko aparece en la cinta. Reiko y Ryuji fueron a la isla de Oshima y conocieron a Takashi, el primo de Shizuko, quién les explicó que Shizuko pasaba horas mirando el agua, antes de dar a luz a Sadako. Ryuji y Reiko tienen una visión y son testigos de la manifestación.